# Enskäret, Malax
Enskäret är en ö i Finland. Den ligger i Norra kvarken och i kommunen Malax i den ekonomiska regionen  Vasa i landskapet Österbotten, i den västra delen av landet. Ön ligger omkring 19 kilometer sydväst om Vasa och omkring 370 kilometer nordväst om Helsingfors.
Öns area är 19,1 hektar och dess största längd är 1 kilometer i sydöst-nordvästlig riktning.